# Trochalus nitens
Trochalus nitens är en skalbaggsart som beskrevs av Frey 1968. Trochalus nitens ingår i släktet Trochalus och familjen Melolonthidae. Inga underarter finns listade i Catalogue of Life.